# Witching Hour
Albums de Ladytron
Light & Magic
(2002) Velocifero
(2008)
Witching Hour est le 3e album du groupe electro/pop Ladytron, sorti en 2005.

## Liste des pistes
Toutes les chansons sont écrites et composées par Ladytron.
| No  | Titre                        | Durée |
| --- | ---------------------------- | ----- |
| 1.  | High Rise                    | 4:54  |
| 2.  | Destroy Everything You Touch | 4:36  |
| 3.  | International Dateline       | 4:17  |
| 4.  | Soft Power                   | 5:19  |
| 5.  | CMYK                         | 1:49  |
| 6.  | AMTV                         | 3:26  |
| 7.  | Sugar                        | 2:50  |
| 8.  | Fighting In Built Up Areas   | 3:59  |
| 9.  | The Last One Standing        | 3:11  |
| 10. | Weekend                      | 3:57  |
| 11. | Beauty#2                     | 4:23  |
| 12. | WhiteLightGenerator          | 3:59  |
| 13. | All The Way...               | 4:08  |

## Classements hebdomadaires
| Classement (2005)                                  | Meilleure place |
| -------------------------------------------------- | --------------- |
| Écosse (OCC)                                       | 81              |
| États-Unis (Billboard Top Dance/Electronic Albums) | 7               |
| Royaume-Uni (UK Albums Chart)                      | 81              |
| Royaume-Uni (UK Dance Albums Chart)                | 2               |